# Björn Borg
Björn Rune Borg (ur. 6 czerwca 1956 w Södertälje) – szwedzki tenisista, lider rankingu ATP singlistów, zwycięzca 11 turniejów wielkoszlemowych, zdobywca Pucharu Davisa. Uważany za jednego z najlepszych tenisistów w historii tej dyscypliny.

## Kariera tenisowa

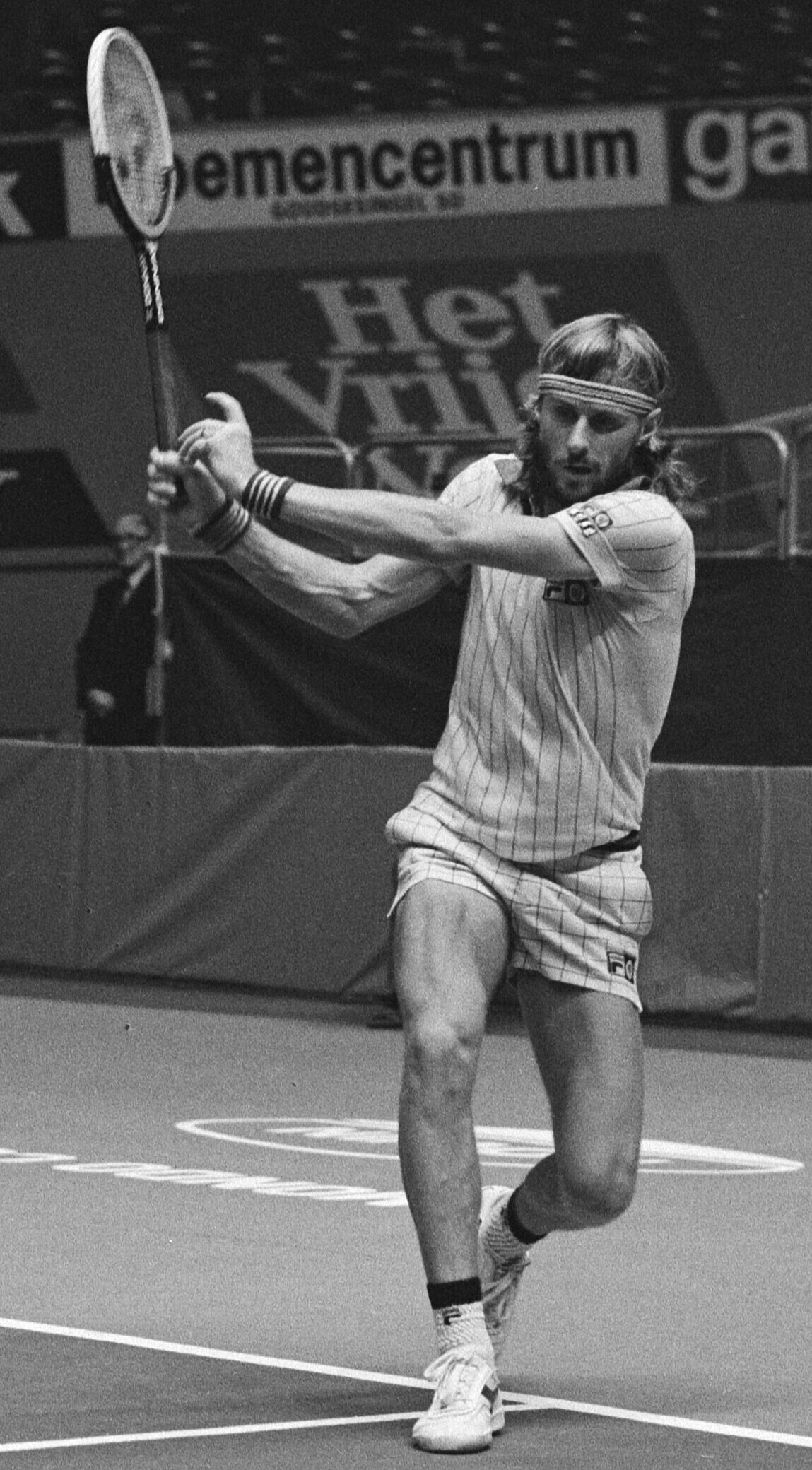
Björn Borg (1979)

W 1972 roku, jeszcze jako junior, Borg wygrał singlową rywalizację chłopców podczas Wimbledonu.
Karierę zawodową rozpoczął w 1973 roku, a kontynuował ją do kwietnia 1983 roku. W 1977 roku Borg podpisał intratny kontrakt z organizacją World Team Tennis, w związku z czym ograniczył swoje udziały w turniejach i zaprzestał startowania w Pucharze Davisa. W latach 1991–1993 na krótko powrócił do zawodowego tenisa.
W szczytowych latach swojej kariery imponował spokojem i skutecznością gry z głębi kortu. Potrafił w krótkim czasie przestawić się z gry na nawierzchni ziemnej na korty trawiaste, dzięki czemu wygrał sześć razy French Open i pięć razy z rzędu Wimbledon. Dodatkowo raz był uczestnikiem finału na Wimbledonie i cztery razy dochodził do finału na US Open. Dwa razy był najlepszy w kończącym sezon turnieju Masters Grand Prix i dwa razy osiągał finał. Łącznie zwyciężył w 64 turniejach rangi ATP World Tour i 24 razy awansował do finału.
W deblu triumfował w czterech turniejach z cyklu ATP World Tour i trzykrotnie osiągał finał.
W 1975 roku przyczynił się do zwycięstwa Szwecji w Pucharze Davisa. Odniósł dwa singlowe zwycięstwa i jedno deblowe (w parze z Ove Bengtsonem) w finale przeciwko Czechosłowacji, dzięki czemu Szwedzi triumfowali w rywalizacji 3:2.
Wiele pojedynków Borga z wybitnymi rywalami, szczególnie Amerykanami Johnem McEnroe i Jimmym Connorsem, przeszło do historii tenisa.
W rankingu gry pojedynczej Borg najwyżej był na 1. miejscu (23 sierpnia 1977). Łącznie prowadził w tej klasyfikacji przez 109 tygodni.
W 1987 roku Borg został wpisany do Międzynarodowej Tenisowej Galerii Sławy.
Od września 2017 pełni funkcję kapitana Drużyny Europejskiej w międzynarodowych rozgrywkach o Puchar Lavera.

### Finały w turniejach wielkoszlemowych

#### Gra pojedyncza (11–5)
| Końcowy wynik | Nr  | Data             | Turniej            | Nawierzchnia | Przeciwnik       | Wynik finału                  |
| ------------- | --- | ---------------- | ------------------ | ------------ | ---------------- | ----------------------------- |
| Zwycięzca     | 1.  | 16 czerwca 1974  | French Open, Paryż | Ceglana      | Manuel Orantes   | 2:6, 6:7(1), 6:0, 6:1, 6:1    |
| Zwycięzca     | 2.  | 15 czerwca 1975  | French Open, Paryż | Ceglana      | Guillermo Vilas  | 6:2, 6:3, 6:4                 |
| Zwycięzca     | 3.  | 3 lipca 1976     | Wimbledon, Londyn  | Trawiasta    | Ilie Năstase     | 6:4, 6:2, 9:7                 |
| Finalista     | 1.  | 12 września 1976 | US Open, Nowy Jork | Ceglana      | Jimmy Connors    | 4:6, 6:3, 6:7(9), 4:6         |
| Zwycięzca     | 4.  | 2 lipca 1977     | Wimbledon, Londyn  | Trawiasta    | Jimmy Connors    | 3:6, 6:2, 6:1, 5:7, 6:4       |
| Zwycięzca     | 5.  | 11 czerwca 1978  | French Open, Paryż | Ceglana      | Guillermo Vilas  | 6:1, 6:1, 6:3                 |
| Zwycięzca     | 6.  | 8 lipca 1978     | Wimbledon, Londyn  | Trawiasta    | Jimmy Connors    | 6:2, 6:2, 6:3                 |
| Finalista     | 2.  | 10 września 1978 | US Open, Nowy Jork | Twarda       | Jimmy Connors    | 4:6, 2:6, 2:6                 |
| Zwycięzca     | 7.  | 11 czerwca 1979  | French Open, Paryż | Ceglana      | Víctor Pecci     | 3:6, 1:6, 7:6(6), 4:6         |
| Zwycięzca     | 8.  | 7 lipca 1979     | Wimbledon, Londyn  | Trawiasta    | Roscoe Tanner    | 6:7(4), 6:1, 3:6, 6:3, 6:4    |
| Zwycięzca     | 9.  | 8 czerwca 1980   | French Open, Paryż | Ceglana      | Vitas Gerulaitis | 6:4, 6:1, 6:2                 |
| Zwycięzca     | 10. | 6 lipca 1980     | Wimbledon, Londyn  | Trawiasta    | John McEnroe     | 1:6, 7:5, 6:3, 6:7(16), 8:6   |
| Finalista     | 3.  | 7 września 1980  | US Open, Nowy Jork | Twarda       | John McEnroe     | 6:7(4), 1:6, 7:6(5), 7:5, 4:6 |
| Zwycięzca     | 11. | 7 czerwca 1981   | French Open, Paryż | Ceglana      | Ivan Lendl       | 6:1, 4:6, 6:2, 3:6, 6:1       |
| Finalista     | 4.  | 4 lipca 1981     | Wimbledon, Londyn  | Trawiasta    | John McEnroe     | 6:4, 6:7(1), 6:7(4), 4:6      |
| Finalista     | 5.  | 13 września 1981 | US Open, Nowy Jork | Twarda       | John McEnroe     | 6:4, 2:6, 4:6, 3:6            |